# 브루스 스프링스틴
브루스 프레더릭 조지프 스프링스틴(영어: Bruce Frederick Joseph Springsteen, 1949년 9월 23일~)은 미국의 싱어송라이터이다. 별명은 보스(영어: The Boss)이며, 20개의 그래미상, 2개의 골든 글로브상, 1개의 아카데미상을 수상하였다.
개인주의가 팽배한 도시 생활의 절박함·꿈·욕망·좌절·실패 등을 주제로 노래한 스프링스틴은 '가장 미국적인 로커'로 평가받고 있다.

## 생애
뉴저지주 롱브랜치에서 태어나 1960년대 중반에 동부 해안의 작은 나이트클럽에서 노래를 불렀다. 1972년 컬럼비아 레코드와 계약을 맺고, E 스트리트 밴드(E Street Band)를 결성하여 활동을 시작하였다.
1975년 세 번째 앨범 《Born to Run》이 음악계에 선풍을 일으키며 알려지게 되었으며, 1980년에 발표한 《The River》는 최고의 앨범이라는 평을 받고 대히트했다. 1984년에는 《Born in the U.S.A.》를 발표하여 세계적인 히트를 기록했다. 차트 1위에 들어오면서 큰 인기를 얻은 이 앨범에는 〈Born in the U.S.A.〉, 〈Cover Me〉, 〈Dancing in the Dark〉, 〈Glory Days〉, 〈I'm Goin' Down〉, 〈I'm on Fire〉와 〈My Hometown〉 등의 곡들이 수록되어 있다.
스프링스틴의 다른 히트곡들로는 〈Born To Run〉(1975), 〈Hungry Heart〉(1980), 〈War〉(1986)와 〈Brilliant Disguise〉(1987) 등이 있다.
1994년 영화 《필라델피아》의 주제가 〈Streets of Philadelphia〉로 아카데미 주제가상을 수상하였다.
1987년 앨범 《Tunnel of Love》 역시 차트 1위에 랭크되었다. 1992년에 내놓은 《Human Touch》도 빌보드 차트 정상을 차지하는 기염을 토했다.
2002년에는 2001년에 일어난 911 테러 사건에 영감을 받은 앨범 《The Rising》을 발표하기 위하여 E 스트리트 밴드와 재결합하였으며, 3개의 그래미상을 수상하였다.
2005년에는 《Devils & Dust》를 발표하였다.

## 음반 목록
- 《Greetings from Asbury Park, N.J.》
《The Wild, the Innocent & the E Street Shuffle》(1973)
- 《Born to Run》(1975)
- 《Darkness on the Edge of Town》(1978)
- 《The River》(1980)
- 《Nebraska》(1982)
- 《Born in the U.S.A.》(1984)
- 《Tunnel of Love》(1987)
- 《Human Touch》
《Lucky Town》(1992)
- 《The Ghost of Tom Joad》(1995)
《Greatest Hits》(1995)
- 《The Rising》(2002)
- 《Devils & Dust》(2005)
- 《We Shall Overcome: The Seeger Sessions》(2006)
- 《Magic》(2007)
《Live In Dublin》(2007)
- 《Working on a Dream》(2009)
- 《The Promise》(2010)
- 《Wrecking Ball》(2012)
- 《High Hopes》(2014)
- 《Western Stars》(2019)
- 《Letter to You》(2020)
- 《Only the Strong Survive》(2022)

## 출연 목록

### 영화
- 《엔니오: 더 마에스트로》(2021)

## 같이 보기
- 대중음악의 별명 목록